# Knut Stenring
Joel Knut Stenring, född 15 juni 1895 i Kristianstad, död 30 augusti 1978 i Stockholm, var en svensk skriftställare och forskare.
Knut Stenring var son till Peter Johansson och Edla (Brandin) Johansson, Helsingborg. Efter studier vid Helsingborgs högre allmänna läroverk flyttade han till USA, där han arbetade inom industriell produktionskontroll och planering. Han återkom 1925 till Sverige för att fyra år senare bosätta sig i Stockholm. 
Han utgav flera romaner, essäsamlingar, artiklar och facklitterära böcker, arbetade därtill med översättning av anglosaxiska författare. Senare drev Knut Stenring även antikvarisk bokhandel i Stockholm. Hans stora intresse var Gamla testamentets kronologi, vars skenbart motsägelsefulla tidsuppgifter blev en utmaning för hans långvariga forskargärning. Resultatet av hans undersökningar publicerades för en bredare krets 1966 under titeln ”The Enclosed Garden” med stöd av svenskt forskningsanslag. Arbetet genererade en omfattande och ännu pågående internationell debatt inom den vetenskapliga världen om Knut Stenrings analys av systemen bakom Gamla Testamentets tidsangivelser.
Knut Stenring ingick 1926 äktenskap med Ebba Fahlcrantz, född 1900 i Färingtofta, död 1982 i Stockholm. Makarna är begravda på Råcksta begravningsplats.